# Аялон (река)
Аяло́н (ивр. נחל איילון‎) — река в Израиле, крупнейший приток реки Яркон.

## География
Длина русла — 54 км, площадь водосборного бассейна — 815 км². Истоки находятся на высоте 720 м на западном склоне Иудейских гор (го́ры Бейт-Эль) около Гиват-Зеэва. От истока река течёт на запад по глубокой и крутой долине, на этом участке бьют два источника: «Айн-Салман» и «Айн-Джафна». У деревни Бейт-Ликия река покидает горы и течёт через Шефелу по долине Аялон, где образовывает одноимённое водохранилище. Далее река течёт через окрестности Лода, а у дорожной развязки Бен-Гурион попадает в рукотворный углублённый канал, по которому течёт до самого устья. Впадает в реку Яркон у Тель-Касиле на высоте 7 м за 1,5 км до её впадения в Средиземное море; слияние двух рек находится в Тель-Авиве.
Крупнейшими притоками Аялона являются ручей Кабир, Вади-Натуф и ручей Бейт-Ариф.
Западная часть бассейна сильно урбанизирована. Раз в 4—5 лет река сильно разливается, что приводит к затапливанию жилых районов. Особенно крупные наводнения произошли зимой 1991-1992 годов.
Вероятно, в древности Аялон впадал в море около яффского холма, на это указывают геологические свидетельства и сохранившееся до XIX века большое болото на этом месте (Басса).

## Названия
Арабское название — Вади-Мусрара (араб. وادي المصرارة‎). До 1952 года река официально носила это наименование. Другие арабские названия реки - «вади Силь» («река водного потока»), «вади а-Сарар» («галечная река»), «вади Салман». Еврейское название происходит от главного города колена Дан — Аялона, от которого получила имя и сама долина. Аялон был главным городом колена Дан, до того, как филистимляне вытеснили это племя, вынудив его переселиться на север, в район современной Кирьят-Шмоны. С Аялоном связано остановление солнца Иисусом Навином: «…стой, солнце, над Гаваоном, и луна, над долиною Аиалонскою!» (Нав. 10:12). Сбросив ханаанеян с Иудейских гор, он гнал их через Саронскую долину и преследовал до Аялона.

## Шоссе Аялон
На значительном участке перед слиянием с рекой Яркон русло реки Аялон совпадает с шоссе 20 — «шоссе Аялон». На этом отрезке река заключена в бетонное русло между теми полосами дороги, что ведут на север, и теми, что ведут на юг.